# Frančišek Ksaver Karun
Frančišek Ksaver Karun, slovenski duhovnik in župnik v Trnovem, * 18. december 1818, Ljubljana, † 5. december 1890, Ljubljana.
Frančišek Ksaver Karun je takorekoč celo svoje življenje posvetil trnovski župniji.
Najprej je bil njen kaplan (1849-54), nato župnijski upravitelj (1854), še istega leta pa je postal tudi njen župnik, kar je ostal vse do
svoje smrti leta 1890.
Med leti 1854 in 1869 je bil njegov duhovni pomočnik in kaplan misijonar Luka Jeran.
Leta 1879 je Karun postal knezoškofijski duhovni svetnik, obenem ga je avstrijski cesar Franc Jožef I. odlikoval z zlatim križcem s krono. 
Karunova glavna zasluga je bila izgradnja nove trnovske cerkve, saj je bila stara zaradi potresa leta 1845 hudo poškodovana.
Temeljni kamen je na kresni dan  leta 1854 blagoslovil  knezoškof Wolf.
Gradnja nove cerkve, pri čemer mu je izdatno pomagal tudi Luka Jeran, je bila zaključena 25. novembra 1869, ko so prenesli v novo cerkev sv. Rešnje telo.
Cerkev je bila ob ljubljanskem potresu leta 1895 spet poškodovana in  so bila zopet potrebna večja popravila.
Po Frančišku Ksaverju Karunu se imenuje Karunova ulica v Trnovem, ki teče vzdolž trnovske cerkve v smeri sever-jug.
Še bolj slaven župnik na Trnovem je leta 1918 postal pisatelj Fran Saleški Finžgar.